# Place de Karlsruhe
Pour les articles homonymes, voir Karlsruhe.
La place de Karlsruhe est une place de la commune de Nancy, au sein du département de Meurthe-et-Moselle, en région Lorraine.

## Situation et accès
Au sein du territoire de la ville de Nancy, la place de Karlsruhe se place à sa périphérie sud-ouest, au sein du quartier Haussonville - Blandan - Donop et non loin du parc Sainte-Marie, de Nancy-Thermal et de la cité judiciaire.
Cette place rectangulaire, avec un jardin arboré, est sans circulation automobile. Elle a plusieurs accès pédestres, au sud depuis la rue du Colonel Grandval et le Rond-Point Ernest Bussière, au nord depuis le parc Sainte-Marie et l'allée Lucile Malaisé et à l'ouest par deux autres accès depuis la rue de la Légion Étrangère.
La station du réseau Stan la plus proche est l'arrêt “Exelmans” de la ligne de Tram no T1.

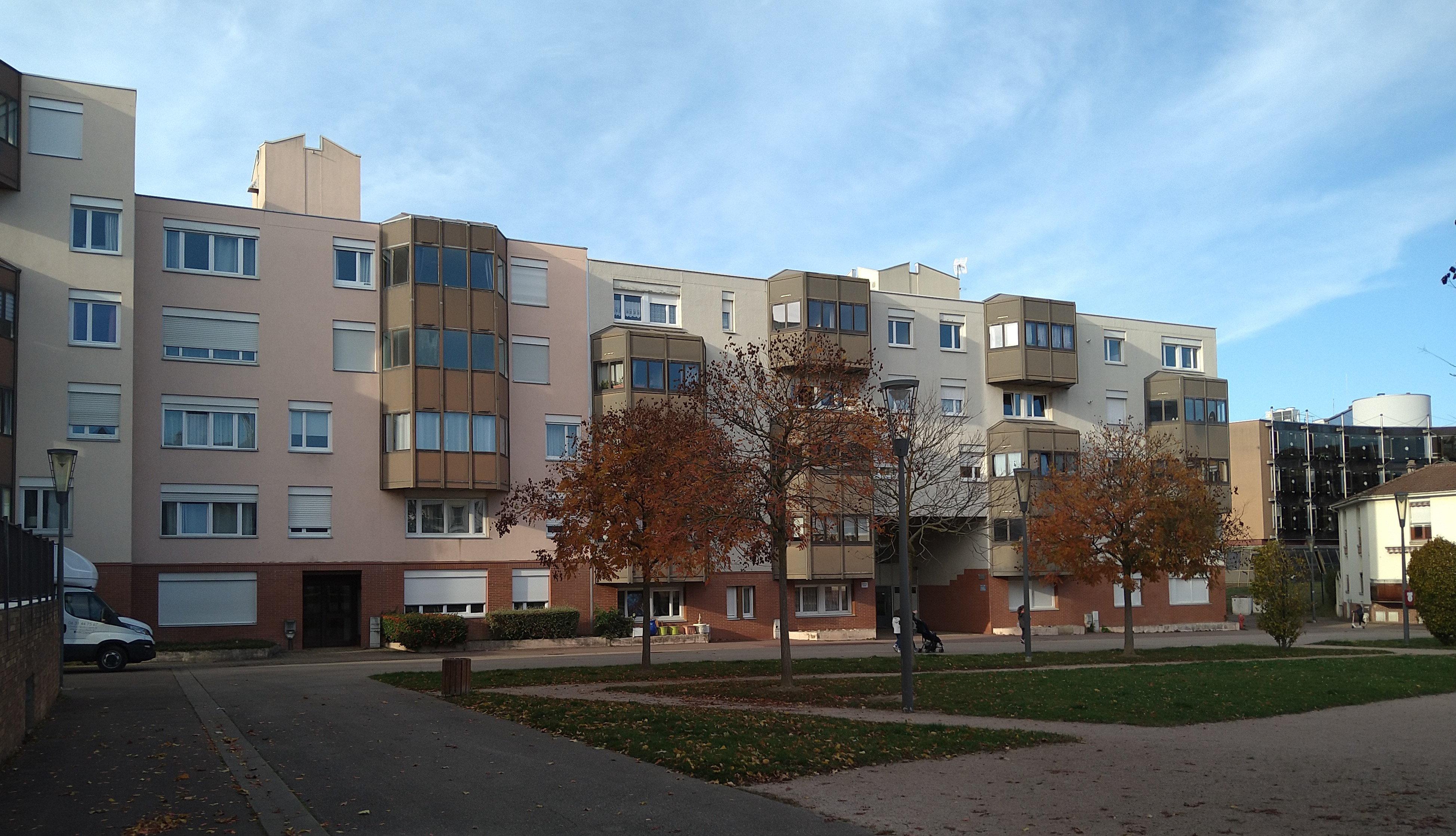
Côté nord.
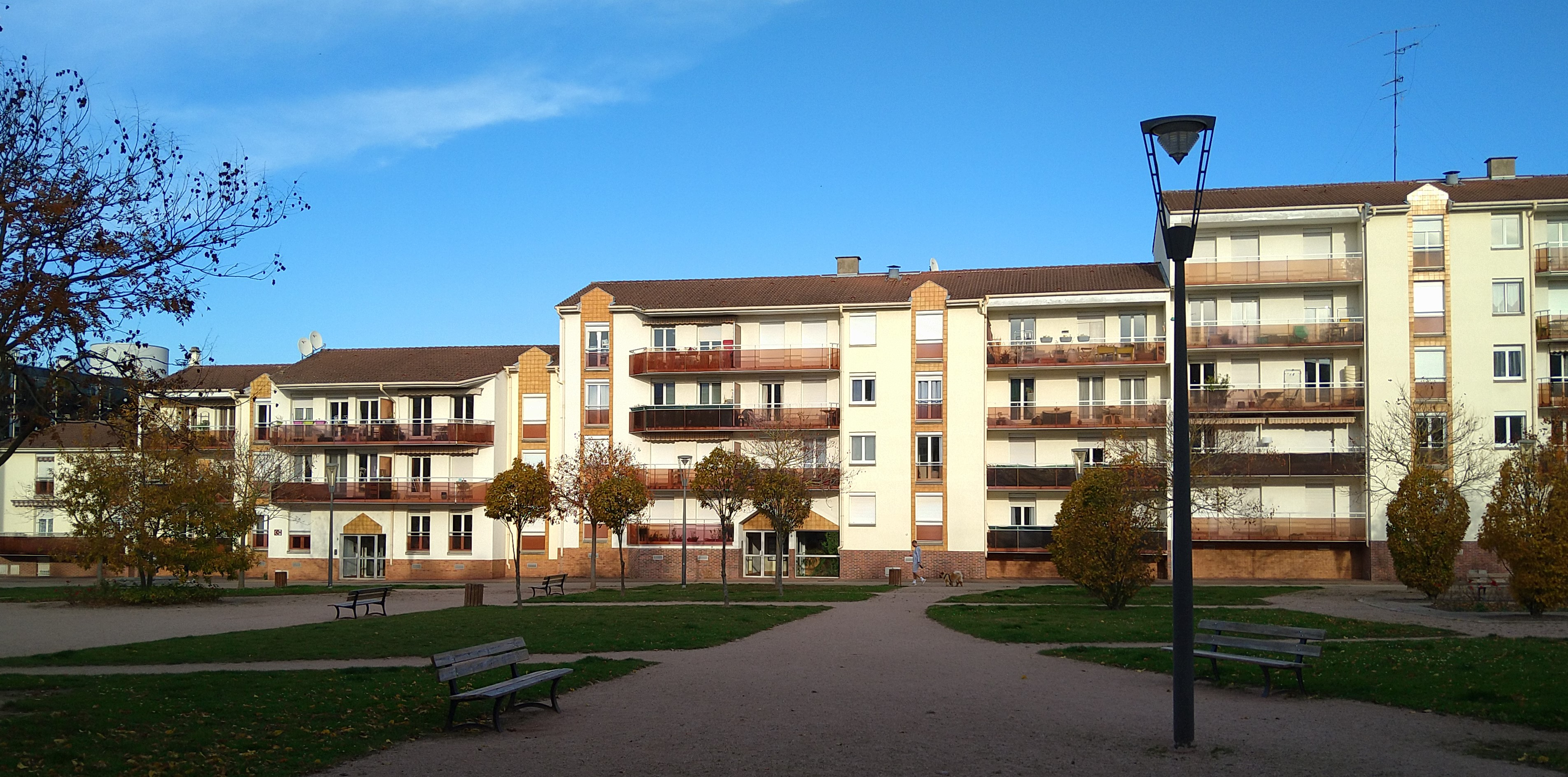
Côté est.

.

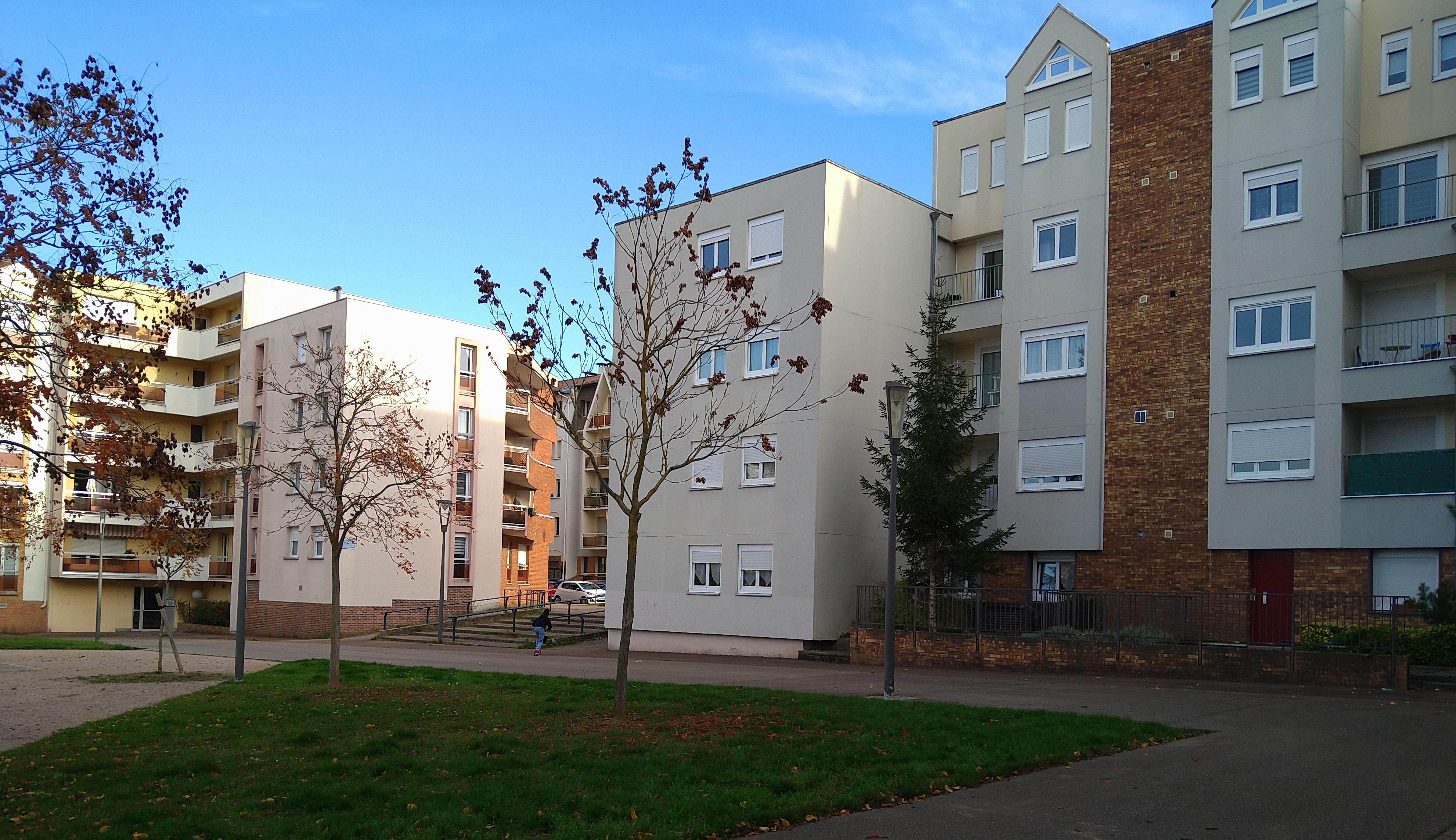
Côté sud.
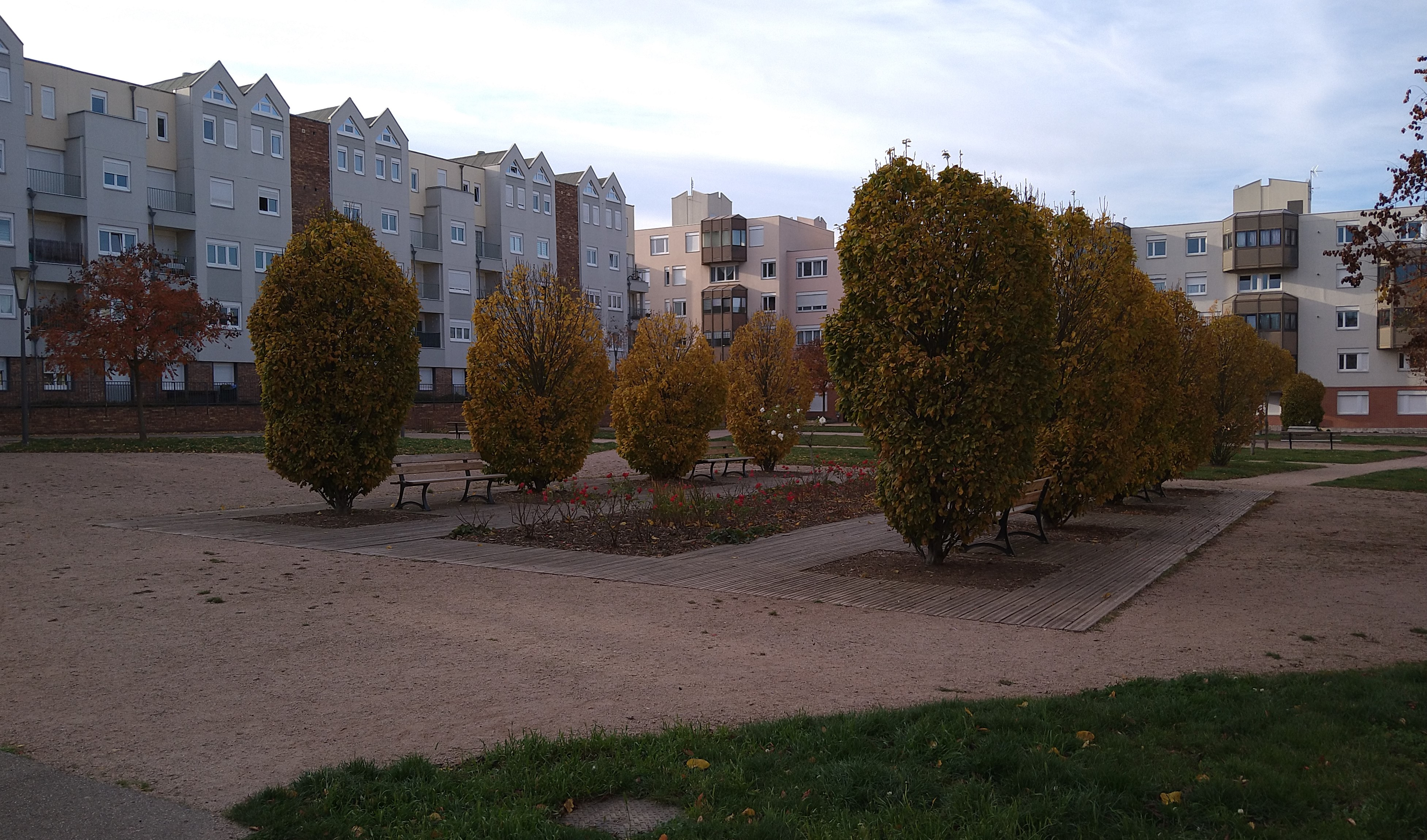
Côté ouest.

.

## Origine du nom
La voie est nommée d'après la ville allemande de Karlsruhe, jumelée avec Nancy depuis 1955.

## Historique
La place est créée en 1980-1984, sur l'emplacement de l'ancien quartier militaire Donop. Cette caserne, construite en 1884, sur le terrain d'entrainement et de manœuvres de la cavalerie avait son entrée sur l'emplacement de l'actuelle allée Lucile Malaisé.
La caserne est détruite dès 1975 pour y élever successivement le mess des officiers en 1975, la Cité Judiciaire en 1980 par les architectes Brio et Fernier et tout le nouveau quartier dit quartier Donop autour de cette place dénommée, en 1980, Place de Karlsruhe.

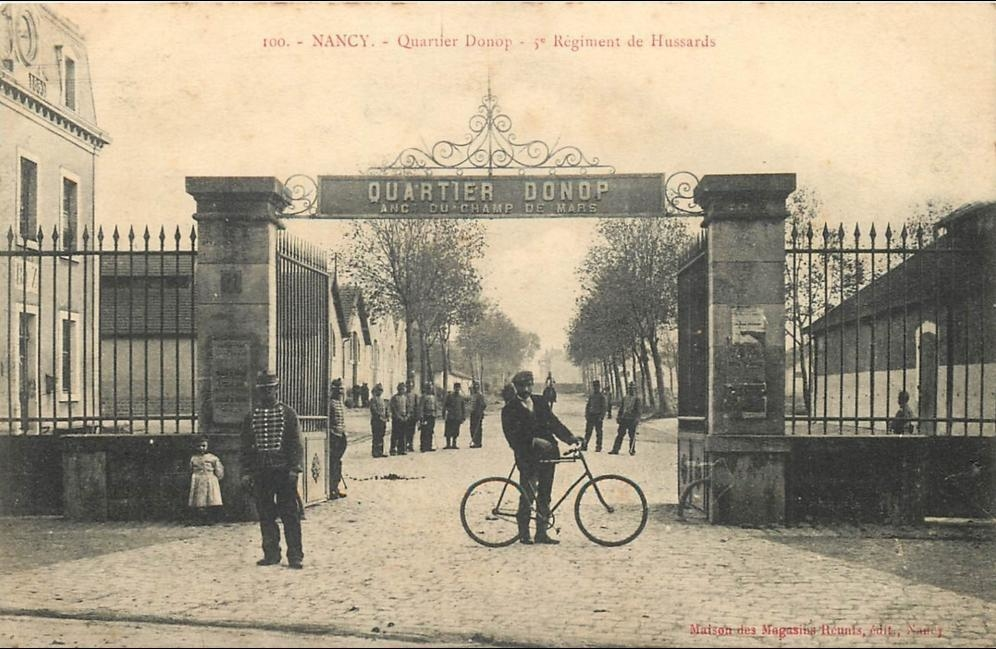
Caserne Donop avant 1914.

## Bâtiments remarquables et lieux de mémoire

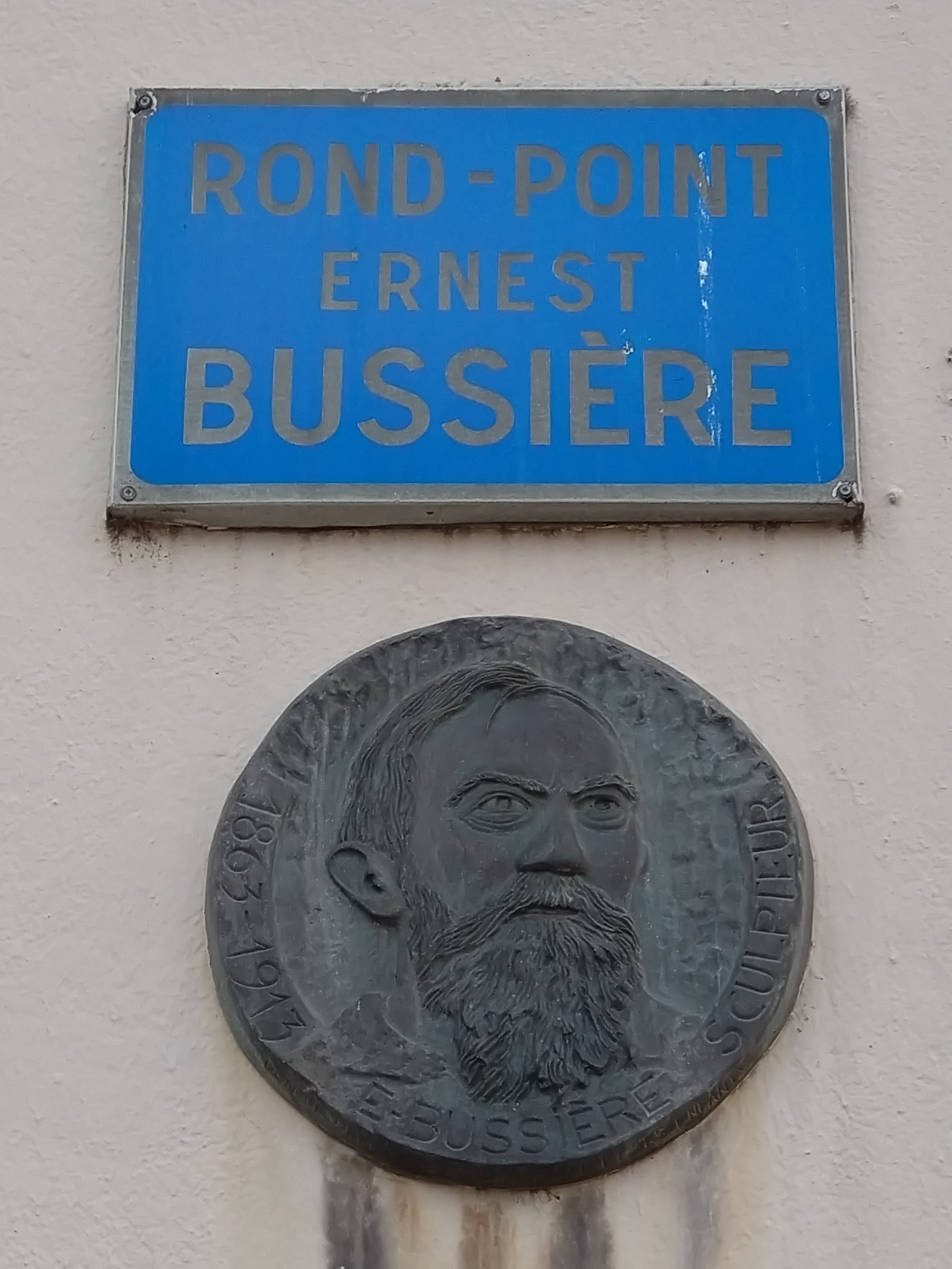
Médaillon Ernest Bussière.

- Caserne Donop dans laquelle le 5e régiment de hussards est en garnison jusqu'en 1914.
- Rond-Point Ernest Bussière (1863-1913) sculpteur et céramiste français de l'École de Nancy.
- Allée Lucile Malaisé fusillée, à l'âge de 16 ans, le 1er septembre 1944 par les Allemands dans la rue du Placieux toute proche[3].
- Cité judiciaire construite vers 1980[4] et en déménagement en 2025[5].